# Heinrich Klein (Fußballspieler)
Heinrich Klein war ein deutscher Fußballspieler, der mit dem Meidericher SV zweimal in der Endrunde um die deutsche Meisterschaft stand.

## Laufbahn im Fußball
Wahrscheinlich im Sommer 1928 rückte Klein beim Meidericher SV in die erste Mannschaft auf. Mit seinen Kollegen kämpfte er in der Bezirksklasse Niederrhein um den Titel, welcher in den Vorjahren häufig knapp verpasst wurde. Unter seiner Mitwirkung wurde der MSV dagegen am Ende der Spielzeit 1928/29 zum ersten Mal in der Vereinsgeschichte Niederrheinmeister. Infolgedessen durfte die Mannschaft an der westdeutschen Meisterschaft teilnehmen. Durch einen 4:2-Sieg gegen den FC Schalke 04, bei dem Klein den dritten Treffer für Meiderich erzielen konnte, gelang überdies die Qualifikation zur deutschen Meisterschaftsendrunde 1929. Die Meisterschaft im Westen wurde allerdings aufgrund einer Niederlage in einem Entscheidungsspiel gegen Schalke verpasst. Im Kampf um den landesweiten Titel traf die Elf im Achtelfinale auf den amtierenden Meister Hamburger SV und Klein, der in der Liga noch nicht zu den Stammspielern gezählt hatte, wurde in dieser Begegnung aufgeboten. In der 81. Minute konnte er die Führung der Norddeutschen zum 2:2 ausgleichen, doch kurz vor Spielende traf Franz Horn für Hamburg, wodurch Meiderich ausschied.
Am Niederrhein ging es anschließend um die Titelverteidigung, doch der Homberger SV konnte sich 1930 durchsetzen. Ein Jahr darauf gelang hingegen der erneute Gewinn der Meisterschaft; Klein war inzwischen zu einem der wichtigsten Spieler avanciert. In der westdeutschen Endrunde wurde der dritte Platz belegt, sodass der MSV um die deutsche Meisterschaft 1931 mitspielen durfte. In der Auswärtspartie gegen den TSV 1860 München, bei der Klein auf dem Platz stand, kam es durch eine 1:4-Niederlage allerdings zum sofortigen Ausscheiden. Danach blieb er wohl bis 1932 Bestandteil der Mannschaft, die 1932 am Niederrhein den Titel verteidigen konnte, allerdings ohne sich für die landesweite Endrunde qualifizieren zu können.